# لورنس جان برينخورست
لورنس جان برينخورست (من مواليد 18 مارس 1937) هو سياسي هولندي متقاعد ودبلوماسي من حزب الديمقراطيين 66 (دي 66) وقاضٍ.
درس برينخورست القانون في جامعة ليدن وحصل على درجة الماجستير في القانون ثم حصل على درجة الماجستير في العلوم السياسية في جامعة كولومبيا. عمل برينخورست مساعداً قانونياً في شيرمان وستيرلنج في مدينة نيويورك من سبتمبر 1961 حتى ديسمبر 1962. ثم عمل باحثاً وأستاذاً مشاركاً في القانون الدولي في جامعته الأم في ليدن من ديسمبر 1962 حتى يناير 1967، وأستاذاً للقانون الدولي والعلاقات الدولية والقانون الأوروبي في جامعة جرونينجن من يناير 1967 حتى مايو 1973. بعد انتخابات عام 1972، تم تعيين برينخورست وزيراً للدولة للشؤون الخارجية في مجلس الوزراء، تولى دين أويل منصبه في 19 ديسمبر 1977. استقال من منصبه قبل نهاية ولايته مباشرة في 8 سبتمبر 1977. بعد انتخابات عام 1977، تم انتخاب برينخورست عضواً في مجلس النواب في 8 يونيو 1977 وعمل متحدثاً رسمياً للشؤون الخارجية والأوروبية. بعد انتخاب قائد الحزب والزعيم البرلماني عام 1981، تم تعيين جان تيرلو نائبًا لرئيس الوزراء ووزيرًا للشؤون الاقتصادية، وتم اختيار برينخورست خلفًا له زعيماً برلمانياً في 11 سبتمبر 1981. بعد فترة وجيزة من انتخاب عام 1982، أعلن تيرلو عن تنحيه عن منصب زعيم الحزب وتم اختيار برينخورست دون الكشف عن هويته خلفًا له في 8 سبتمبر 1982.
في أكتوبر 1982، تم ترشيح برينخورست كسفير للاتحاد الأوروبي لدى اليابان من 1 ديسمبر 1982 حتى 1 يناير 1987 عندما تم تعيينه مديرًا عامًا للجنة العلمية لسلامة المستهلك التابعة للمفوضية الأوروبية حتى استقالته في 1 يوليو 1994. بعد انتخابات البرلمان الأوروبي لعام 1994، تم انتخاب برينخورست كعضو في البرلمان الأوروبي في 19 يوليو 1994. تم تعيين برينخورست وزيرًا للزراعة والطبيعة والثروة السمكية في مجلس الوزراء كوك الثاني بعد تعديل وزاري تولى منصبه في 9 يونيو 1999. في فبراير 2002 أعلن برينخورست أنه لن يترشح لانتخابات عام 2002. برينخورست شبه متقاعد من السياسة النشطة وعمل أستاذا للدراسات الحكومية والعلاقات الدولية في جامعة تيلبورغ من ديسمبر 2002 حتى مايو 2003. بعد انتخاب عام 2003، تم تعيين برينخورست وزيراً للشؤون الاقتصادية في مجلس الوزراء بالكينينده الثاني الذي تولى منصبه في 27 مايو 2003 وتم تعيينه نائباً لرئيس الوزراء بعد استقالة ثوم دي جراف في 31 مارس 2005. سقط مجلس الوزراء بالكينينده بعد ثلاث سنوات من ولايته واستقال في 3 يوليو 2006.
تقاعد برينخورست من نشاطاته السياسية في سن 69 وأصبح ناشطًا في القطاع العام حيث عمل مديراً غير هادف للربح وعمل في العديد من اللجان والمجالس الحكومية نيابة عن الحكومة ودبلوماسياً للوفود الاقتصادية والدبلوماسية للاتحاد الأوروبي، وعمل أستاذاً في العلاقات الدولية والقانون الدولي والأوروبي في جامعته الأم في ليدن من نوفمبر 2006 حتى نوفمبر 2011 وأستاذاً زائراً في العلاقات الدولية وقانون البيئة في جامعة لوزان من فبراير 2007 حتى فبراير 2008. بعد تقاعده واصل برينخورست نشاطه كمدافع وناشط لحقوق الإنسان والتنمية المستدامة وتغير المناخ والتكامل الأوروبي. اشتهر برينخورست بقدراته كمحاورٍ ماهر ومفاوض فعال ويواصل التعليق على الشؤون السياسية اعتبارًا من عام 2021. يتميز بأطول فترة نشاطًا في مجلس الوزراء بعد الحرب العالمية الثانية بين عامي 1973 و2006 مع 33 عامًا و53 يومًا.

## النشأة والتعليم
ولد لورنس جان برينخورست في مدينة زفول. والداه هما ماريوس جاكوبوس برينخورست (1902-1943) وفرانسواز لورانس فيلهلمينا هولبوم (1901-1981). بعد حصوله على دبلوم المدرسة الثانوية (صالة للألعاب الرياضية-B-دبلومة باللغة الهولندية) درس القانون في جامعة ليدن، حيث حصل على درجة الماجستير في القانون. كما حصل على ماجستير شهادة في القانون العام والحكومة من جامعة كولومبيا في مدينة نيويورك. التحق برينخورست بالمدرسة المسيحية للألعاب الرياضية سورغفليت في لاهاي من يونيو 1945 حتى يونيو 1954 وتقدم في جامعة ليدن في يونيو 1954، وتخصص في القانون. حصل على ليسانس في الحقوق في يونيو 1956 قبل تخرجه بدرجة الماجستير في القانون في يوليو 1959. تقدم برينخورست في جامعة كولومبيا في مدينة نيويورك في أغسطس 1959 للحصول على تعليم بعد التخرج في العلوم السياسية وحصل على درجة البكالوريوس في العلوم الاجتماعية قبل تخرجه بدرجة الماجستير في العلوم الاجتماعية في سبتمبر 1961. عمل برينخورست كمساعد قانوني في شيرمان وستيرلنج في مدينة نيويورك من سبتمبر 1961 حتى ديسمبر 1962. عمل برينخورست باحثاً في جامعة ليدن من ديسمبر 1962 حتى يناير 1967، وأستاذًا مشاركًا في القانون الدولي في جامعة ليدن من أبريل 1965 حتى يناير 1967، وأستاذاً للقانون الدولي والعلاقات الدولية والقانون الأوروبي في جامعة جرونينجن من يناير 1967 حتى 11 مايو 1973.

## عمله في السياسة والأوساط الأكاديمية
خدم برينخورست في مجلس مقاطعة جرونينجن من يوليو 1970 حتى أغسطس 1971. بعد انتخاب عام 1972، تم تعيين برينخورست وزيراً للدولة للشؤون الخارجية في مجلس الوزراء دن أويل، وتولى منصبه في 19 ديسمبر 1977. سقط مجلس الوزراء دن أويل في 22 مارس 1977 بعد أربع سنوات من التوترات في التحالف واستمر في الخدمة بصفة منزوعة السلاح. انتخب برينخورست كعضو في مجلس النواب بعد انتخابات عام 1977، وتولى منصبه في 8 يونيو 1977، لكنه كان لا يزال في مجلس الوزراء، وبسبب العادات المزدوجة في الاتفاقية الدستورية للسياسة الهولندية، لم يستطع أن يخدم نظامًا مزدوجًا. في الولاية، استقال بعد ذلك من منصب وزير الخارجية في 8 سبتمبر 1977.

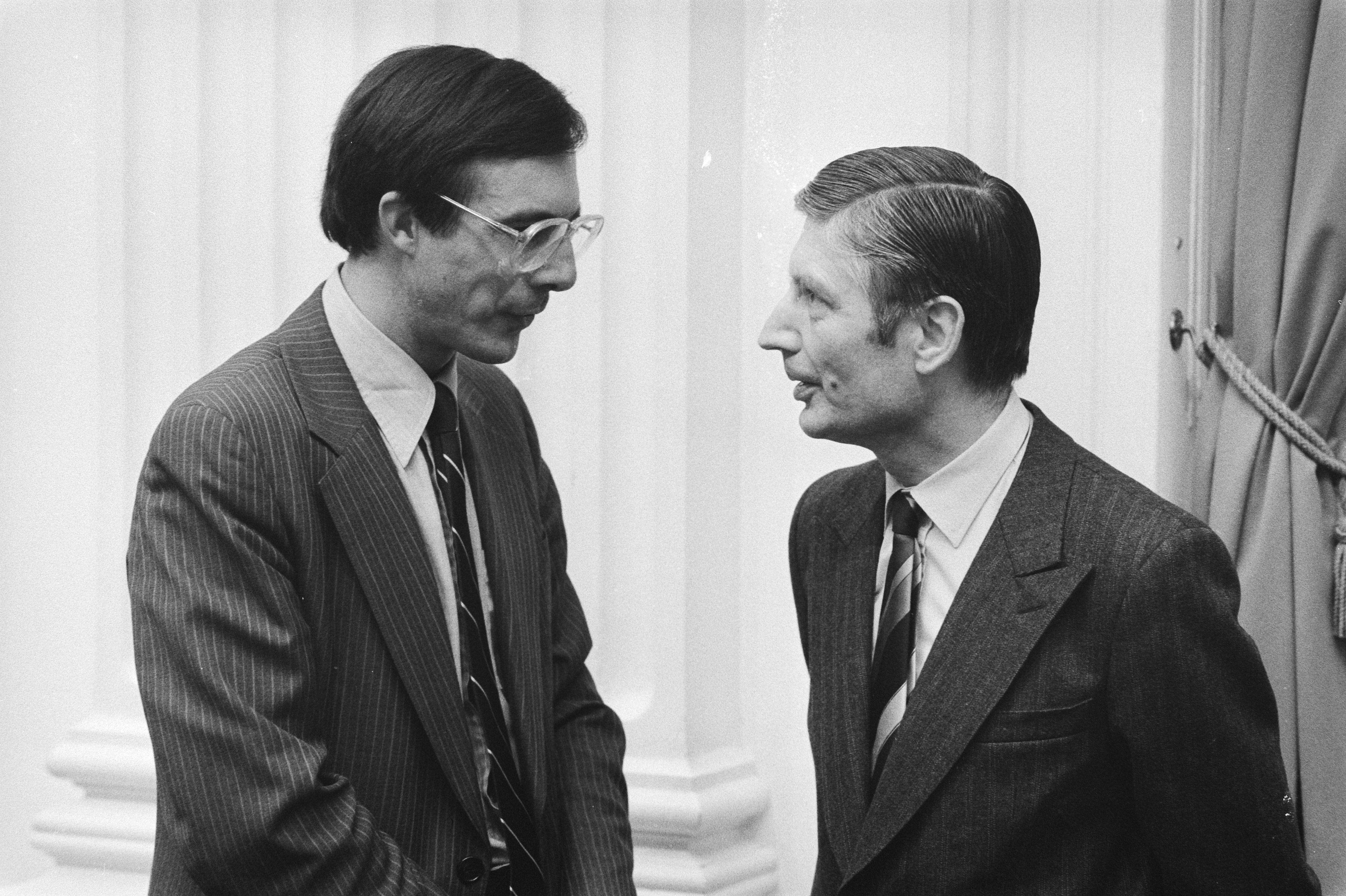
لورنس جان برينخورست ورئيس الوزراء دريس فان اجت في مجلس النواب في 3 فبراير 1981.

في عام 1977 كان مرة أخرى عضوًا في الغرفة الثانية بالبرلمان الهولندي في دي 66 وفي عام 1981 أصبح زعيم حزبه في البرلمان. من 1983-1987 كان سفيرا للمجموعة الأوروبية في اليابان. بعد انتخاب عام 1981، تم تعيين زعيم الديمقراطيين 66 والزعيم البرلماني للديمقراطيين 66 في مجلس النواب يان تيرلو نائبًا لرئيس الوزراء ووزيرًا للشؤون الاقتصادية في مجلس الوزراء، تم اختيار فان أغت الثاني وبرينخورست خلفًا له. زعيم برلماني في مجلس النواب بتاريخ 11 سبتمبر 1981. بعد أن أعلن زعيم الديمقراطيين 66 تيرلو تنحيه عن منصبه كقائد بعد خسارة كبيرة في انتخابات عام 1982، عينت قيادة الديمقراطيين 66 برينخورست خلفًا له في 8 سبتمبر 1982. في أكتوبر 1982، تم ترشيح برينخورست كسفير للاتحاد الأوروبي في اليابان، واستقال كقائد ورئيس برلماني وكعضو في مجلس النواب في 11 نوفمبر 1982 وتم تنصيبه سفيرًا، وتولى منصبه في 1 ديسمبر 1982. في ديسمبر 1986، تم ترشيح برينخورست كمدير عام للجنة

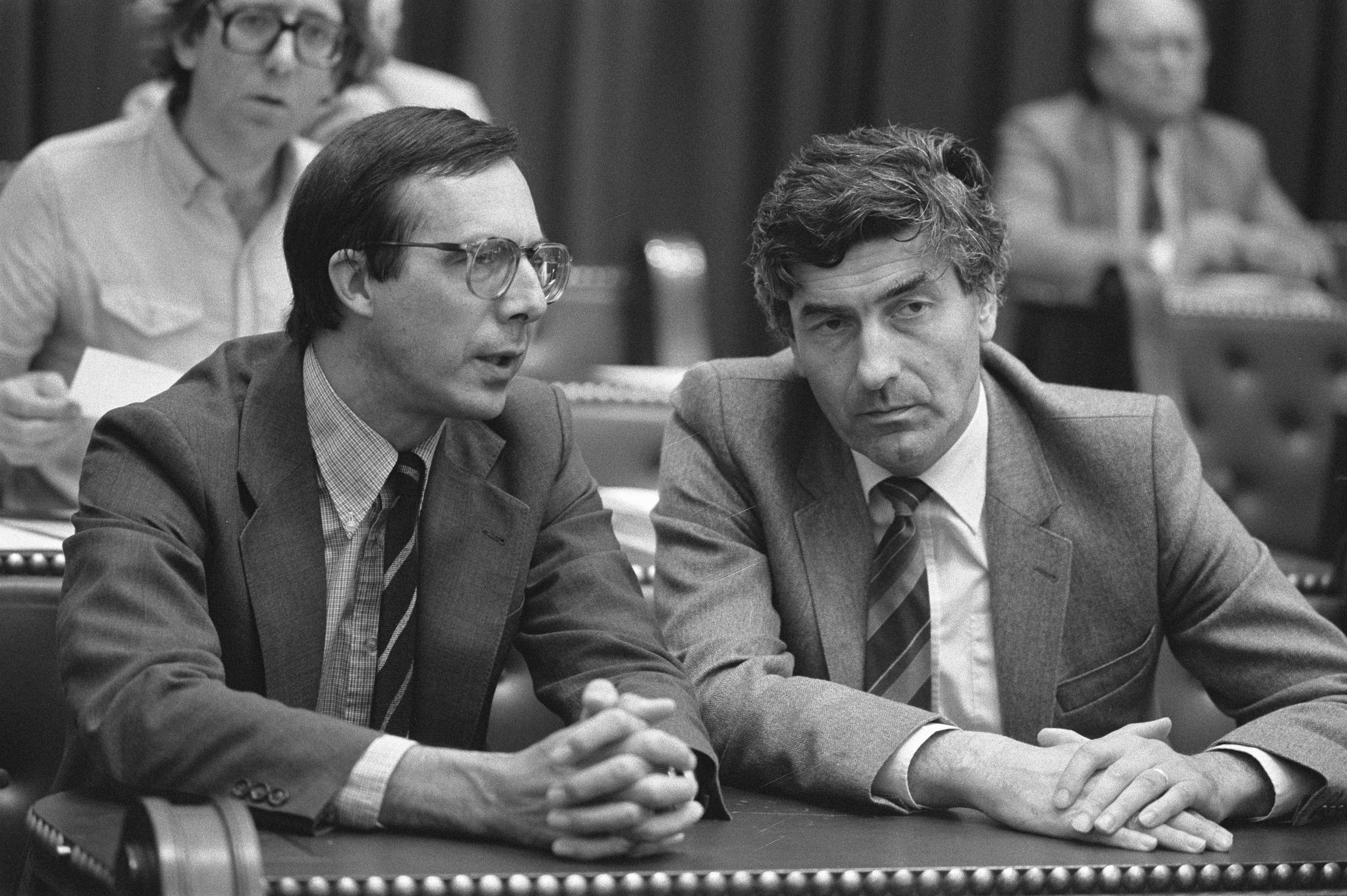
الزعيمان البرلمانيان لورينز يان برينخورست ورود لوبرز في مجلس النواب في 9 يونيو 1982.

العلمية لسلامة المستهلك التابعة للمفوضية الأوروبية، واستقال من منصبه كسفير في نفس اليوم الذي تم تعيينه فيه كمدير عام، حيث خدم من 1 يناير 1987 حتى استقالته في 19 يوليو 1994.
تم انتخاب برينخورست كعضو في البرلمان الأوروبي بعد الانتخابات البرلمانية الأوروبية لعام 1994، وتولى منصبه في 19 يوليو 1994. تم تعيين برينخورست وزيرًا للزراعة والطبيعة والثروة السمكية في مجلس الوزراء كوك الثاني بعد استقالة هايخو أبو ثيكر، وتولى منصبه في 9 يونيو 1999. في فبراير 2002 أعلن برينخورست أنه لن يترشح لانتخابات عام 2002. استقال مجلس الوزراء كوك الثاني في 16 أبريل 2002 عقب استنتاجات تقرير المعهد الوطني للديمقراطية بشأن مذبحة سريبرينيتشا خلال الحرب البوسنية واستمر في الخدمة بصفة منزوعة السلاح. تم استبدال مجلس الوزراء كوك الثاني بمجلس الوزراء بالكينينده الأول بعد تشكيل مجلس الوزراء لعام 2002 في 22 يوليو 2002. برينخورست شبه متقاعد من السياسة النشطة وأصبح ناشطًا في القطاع الخاص والقطاع العام وعمل مستشارًا قانونيًا أول في ناوتا دولوث في بروكسل من أغسطس 2002 حتى مايو 2003 وعمل كأستاذ متميز في الدراسات الحكومية والعلاقات الدولية في جامعة تيلبورغ من 1 ديسمبر 2002 حتى 27 مايو 2003.
في عام 1987 أصبح مراسلًا للأكاديمية الملكية الهولندية للفنون والعلوم. بين عامي 1987 و1994، واصل برينخورست خدمته في المفوضية الأوروبية كمدير عام لشؤون البيئة والسلامة النووية. في عام 1994، أصبح برينخورست عضوًا في البرلمان الأوروبي، وخدم هناك حتى عام 1999.
كان برينخورست أيضًا عضوًا في مقاطعة ستاتين (البرلمان الإقليمي) لمقاطعة جرونينجن في دي 66، وعضوًا في مجلس المشورة لمعهد الموارد العالمية في واشنطن العاصمة، وعضو مجلس محافظي المعهد الاقتصادي الهولندي، وهو أستاذ بالتعيين الخاص للقانون البيئي الدولي في جامعة ليدن، وعضو مجلس إدارة ندوة سالزبورغ، وعضو مجلس إدارة المعهد الدولي للتنمية المستدامة، و أستاذ (مؤقتًا) للقانون البيئي الدولي بجامعة لوزان.
في 8 يونيو 1999 أصبح وزيراً للزراعة والرقابة البيئية والصيد البحري في مجلس الوزراء كوك الثاني. بعد ذلك (2002) أصبح مستشارًا للشؤون الأوروبية في ناوتا دولوث في بروكسل وحصل على درجة الأستاذية في الحوكمة عبر الوطنية والأوروبية في جامعة تيلبورغ.
بعد انتخاب عام 2003، تم تعيين برينخورست وزيراً للشؤون الاقتصادية في مجلس الوزراء بالكينينده الثاني، وتولى منصبه في 27 مايو 2003. كما تم تعيين برينخورست نائبًا لرئيس الوزراء بعد استقالة ثوم دي جراف، وتولى منصبه في 31 مارس 2005. سقط مجلس الوزراء بالكينينده الثاني في 30 يونيو 2006 بعد أن فقد الديمقراطيون 66 الثقة في عمل وزيرة الاندماج وشؤون اللجوء ريتا فيردونك واستمروا في الخدمة بصفة ديمقراطية حتى استقال أعضاء مجلس الوزراء الديموقراطيين 66 في 3 يوليو 2006. بعد ذلك بوقت قصير، أعلن برينخورست تقاعده من السياسة الوطنية وأنه لن يرشح نفسه لانتخابات عام 2006. بعد الهزيمة الانتخابية لدي 66، أصبح وزيراً للشؤون الاقتصادية في حكومة بالكنينده الثانية. استقال برينخورست، وكذلك ألكسندر بيشتولد، من منصبه الوزاري بعد أن فقدت حكومة بالكينينده الثانية ثقة البرلمان في 29 يونيو 2006. في اليوم التالي، عرض بالكينينده استقالة الحكومة الكاملة للملكة الهولندية.
وهو عضو كبير في الشبكة في شبكة القيادة الأوروبية.

## الحياة الشخصية
في 26 أغسطس 1960، تزوج برينخورست من جانتيان هرينجا (من مواليد 2 فبراير 1935 في فوربورغ)، ابنة ايواردوس هرينجا (لاهاي، 14 نوفمبر 1904-دين دينغ، 30 نوفمبر 1988) وزوجته (م. أوتريخت، 4 أغسطس 1930) بترونيلا جوانا روسكام (أوتريخت، 20 أغسطس 1905-لاهاي، 19 ديسمبر 1991). برينخورست وهرينجا هما والدا ماريوس برينخورست (من مواليد 9 فبراير 1964) والأميرة الهولندية لورنتين برينخورست (من مواليد 25 مايو 1966)، التي تزوجت الأمير قسطنطين في عام 2001.
تقاعد برينخورست بعد أن أمضى 33 عامًا في السياسة الوطنية وأصبح ناشطًا في القطاع العام وشغل العديد من المقاعد كمدير غير ربحي في العديد من مجالس الإدارة والمجالس الإشرافية (معهد العلاقات الدولية كلينجينديل، مركز أبحاث الطاقة، رابطة هولندا الأطلسية، البحوث النووية و المجموعة الاستشارية، منظمة البحث العلمي، معهد الدراسات المتقدمة وجمعية الإحصاء وبحوث العمليات) وعمل كدبلوماسي وجماعة ضغط للعديد من الوفود الاقتصادية نيابة عن الحكومة وكمدافع وناشط في مجال حقوق الإنسان والتكامل الأوروبي، البيئة والتنمية المستدامة وتغير المناخ. عمل برينخورست أيضًا كأستاذ متميز في الدراسات الحكومية والعلاقات الدولية والقانون الدولي والقانون الأوروبي في جامعة ليدن من 1 نوفمبر 2006 حتى 1 نوفمبر 2011 وأستاذ زائر متميز في العلاقات الدولية والقانون البيئي في جامعة لوزان اعتبارًا من 1 فبراير 2007 حتى 1 فبراير 2008.

## الأوسمة
| مرتبة الشرف |                                                             |           |               |                                                |
| شريط        | شرف                                                         | دولة      | تاريخ         | تعليق                                          |
|             | وسام الدولة من وسام أسد هولندا                              | هولندا    | 11 أبريل 1978 |                                                |
|             | وسام دولة الصليب الأعظم من وسام استحقاق الجمهورية الإيطالية | إيطاليا   | 30 أبريل 1985 |                                                |
|             | الصليب الأعظم الكبير ليوبولد الثاني                         | بلجيكا    | 15 مايو 1988  |                                                |
|             | وسام دولة تاج البلوط                                        | لوكسمبورغ | 25 يناير 1996 | [ 4 ]                                          |
|             | قائد رهبنة إيزابيلا الكاثوليكية                             | إسبانيا   | 5 ديسمبر 2000 |                                                |
|             | الصليب الكبير لأمر وسام دانيبروغ                            | الدنمارك  | 31 أغسطس 2003 |                                                |
|             | وسام الشرف الكبير من ذهب وسام الشرف للخدمات                 | النمسا    | 18 مايو 2004  |                                                |
|             | وسام الاستحقاق القائد                                       | ألمانيا   | 1 سبتمبر 2004 |                                                |
|             | قائد وسام بولونيا ريستيتوتا                                 | بولندا    | 6 مايو 2005   | [ 5 ]                                          |
|             | جراند كوردون من وسام الشمس المشرقة                          | اليابان   | 1 يوليو 2005  |                                                |
|             | ضابط كبير من وسام أورانج ناسو                               | هولندا    | 11 أبريل 2007 | رفعت عن رتبة ضابط (10 كانون الأول/ديسمبر 2002) |
|             | ضابط وسام جوقة الشرف                                        | فرنسا     | 4 يوليو 2010  | [ 6 ]                                          |

## شهادات فخرية
| شهادات فخرية  |         |        |              |       |
| الج           | مجال    | دولة   | تاريخ        | تعليق |
| جامعة تيلبورغ | القانون | هولندا | 5 يوليو 2003 |       |

## روابط خارجية
رسمي
- (بالهولندية) Mr. L.J. (Laurens Jan) Brinkhorst Parlement & Politiek

| المناصب الحزبية السياسية     | المناصب الحزبية السياسية                                                | المناصب الحزبية السياسية    |
| ---------------------------- | ----------------------------------------------------------------------- | --------------------------- |
| سبقه Jan Terlouw             | رئيس كتلة برلمانية ‏ of the الديمقراطيون 66 in the مجلس النواب 1981–1982 | تبعه Maarten Engwirda       |
| سبقه Jan Terlouw             | زعيم الديمقراطيين 66 1982                                               | تبعه Maarten Engwirda       |
| المناصب السياسية             |                                                                         |                             |
| سبقه Tjerk Westerterp        | State Secretary for Foreign Affairs 1973–1977 إلى جانب: بيتر كويجمانس   | تبعه Durk van der Mei       |
| سبقه كلاس دي فريس Ad interim | Minister of Agriculture, Nature and Fisheries 1999–2002                 | تبعه Cees Veerman           |
| سبقه Hans Hoogervorst        | Minister of Economic Affairs 2003–2006                                  | تبعه Gerrit Zalm Ad interim |
| سبقه ثوم دي غراف             | نائب رئيس وزراء هولندا 2005–2006 إلى جانب: Gerrit Zalm                  | تبعه Gerrit Zalm            |
| المناصب الدبلوماسية          |                                                                         |                             |
| سبقه ليزلي فيلدينغ           | قائمة سفراء الاتحاد الأوروبي ‏ 1982–1987                                 | تبعه دريس فان أغت           |